# The Treasury
Treasure Island, voorheen The Treasury, was een discountketen die het grootste deel van haar bestaan eigendom was van J.C. Penney.

## Geschiedenis
The General Merchandise Company was een postorderbedrijf opgericht door David Kritzik en zijn twee zonen, Robert en Stanley, in Milwaukee, Wisconsin. Treasure Island werd opgericht als discountwinkeldivisie van GMC. De eerste vestiging werd op 24 november 1961 geopend in Appleton, Wisconsin. De architectuur van deze winkels, het werk van architect Jordan A. Miller uit Milwaukee, was uniek. Er werd gebruikgemaakt van een zigzagpatroon dat zowel binnen als buiten duidelijk zichtbaar was. Om die reden werd de winkel tot ver in de jaren 1970 geadverteerd met de slogan 'onder het kronkelige dak'.

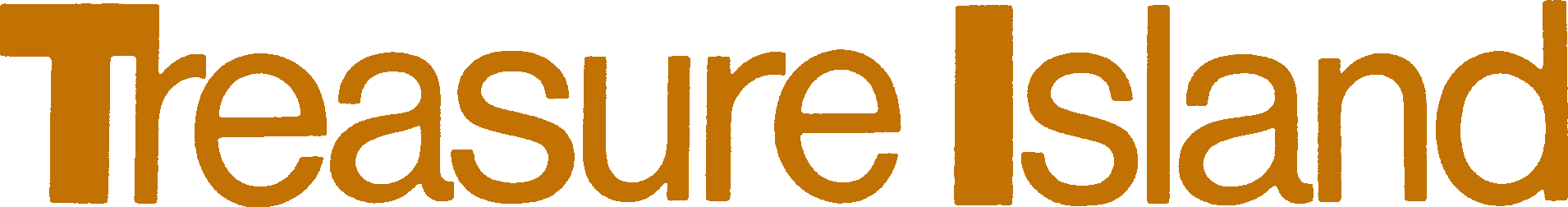
Logo van Treasure Island

In 1961 wilde J.C. Penney de catalogusbranche betreden. Nadat hij in oktober geen overeenstemming had bereikt met Aldens, wilde hij General Merchandise overnemen. Op dat moment was dat de op vier na grootste catalogushandelaar van het land. In december 1961 werd een fusievoorstel goedgekeurd, en in februari 1962 werd de overname door GMC goedgekeurd. 
De kleine keten, die op dat moment slechts vijf winkels in Wisconsin telde, maakte in maart 1967 plannen bekend om de markt in Atlanta, Georgia, te betreden voor de eerste uitbreiding. Op 29 mei 1968 werden tegelijkertijd drie winkels geopend in Forest Park, Doraville en Marietta. De officiële opening vond plaats op 31 juli, tegelijk met de voltooiing van de supermarktafdeling.
De naam Treasure Island werd gebruikt tot 1969, toen medio mei werd aangekondigd dat de keten zich westwaarts zou uitbreiden naar Orange County, Californië. In juli van datzelfde jaar werd echter, toen de aanstaande toetreding tot de markt in Zuid-Florida werd aangekondigd, de nieuwe naam bekendgemaakt: The Treasury. Volgens Jack F. Behrendt, destijds vice-president van de winkels onder J.C. Penney, was dit bedoeld om het imago van de keten te veranderen en de persoonlijkheid ervan beter tot uitdrukking te brengen. De winkels in Milwaukee en Atlanta, waar de naam Treasure Island al goed gevestigd was, kregen geen nieuwe naam.
Hoewel de naamswijziging al vóór de aankondiging was gedaan, werden de eerste vestigingen die de naam Treasury gebruikten op 29 oktober 1970 geopend in Torrance, Buena Park en Orange, Californië. De twee langverwachte winkels in Zuid-Florida werden op 4 maart 1971 geopend in Hialeah en Hollywood. Drie winkels in de omgeving van Memphis, Tennessee, die in september 1969 waren aangekondigd, werden op 29 juli 1971 geopend.
Sommige winkels verkochten ook levensmiddelen en brandstof, zoals de Wal-Mart Supercenters. De recessies van de jaren 1970 en begin jaren 1980 waren echter te zwaar voor J.C. Penney en de discountdivisie begon verlies te lijden. De Treasury-winkels werden uiteindelijk in 1981 gesloten. De postorderbusiness, die de belangrijkste reden was voor J.C. Penney's overname van Treasure Island, bleef echter een bloeiende onderneming waarin miljarden dollars omgingen.
In 1979 opende de keten The Home Depot vervolgens haar eerste vier winkels in deze voormalige Treasure Island-winkelpanden (die zij deelde met Zayre) in de omgeving van Atlanta, aangezien de doe-het-zelfketen groeide rond dezelfde tijd dat veel Treasure Island-winkels al sloten. 

## Treasury Drug
Het bedrijf breidde zijn activiteiten uit naar drogisterijen in veel zuidelijke staten, onder de naam Treasury Drug. Treasury Drug bleef bestaan tot in de jaren 1990, toen J.C. Penney Eckerd overnam en de resterende Treasury Drug-locaties omvormde tot Eckerd-winkels. In 2004 verkocht J.C. Penney de Eckerd-keten aan CVS en de Jean Coutu Group uit Canada. CVS kreeg ongeveer 1.200 Eckerd-winkels in het zuiden van de Verenigde Staten, terwijl Jean Coutu Group ongeveer 1.500 Eckerd-winkels kreeg in het noordoosten van de Verenigde Staten. In 2007 werden alle resterende Eckerd-winkels verkocht aan Rite Aid en kregen ze een nieuwe naam.